# Open GDF SUEZ Clermont-Ferrand 2012
L'Open GDF SUEZ Clermont-Ferrand 2012 è stato un torneo di tennis facente parte della categoria ITF Women's Circuit nell'ambito dell'ITF Women's Circuit 2012. Il torneo si è giocato a Clermont-Ferrand in Francia dal 24 al 30 settembre 2012 su campi in cemento e aveva un montepremi di $25,000.

## Vincitori

### Singolare
Stefanie Vögele ha battuto in finale  Tatjana Maria con il punteggio di 6–4, 6–1

### Doppio
Diāna Marcinkēviča /  Bibiane Schoofs hanno battuto in finale  Samantha Murray /  Jade Windley con il punteggio di 6–3, 6–0